# Ochmatdyt
Ochmatdyt (ukrainisch Охматдит, Akronym von охорона материнства та дитинства – Schutz von Mutterschaft und Kindheit) ist ein multidisziplinäres Diagnose- und Behandlungskrankenhaus in Kiew, welches mit spezialisierter und qualitativ hochwertiger medizinischer Versorgung Kinder behandelt. Es ist das größte Kinderkrankenhaus der Ukraine. Am 8. Juli 2024 wurde es im Rahmen des russischen Überfalls auf die Ukraine nach UN-Informationen durch einen russischen Ch-101-Tarnkappen-Marschflugkörper schwer beschädigt.

## Krankenversorgung
Neben 18.000 Kindern, die jährlich stationär in den 720 Betten des Krankenhauses behandelt werden, erhalten zudem ungefähr 20.000 Kinder Notfallbehandlungen im Traumazentrum. Das Krankenhaus führt ca. 7000 Operationen jährlich durch. Es werden alle Arten von Operationen durchgeführt, mit Ausnahme von Herzoperationen.

## Geschichte
Die Geschichte des nationalen, auf Kinder spezialisierten Krankenhauses Ochmatdyt begann 1894, als das Freie Kiewer Krankenhaus „Zessarewytsch Nikolai“ für Arbeiter und Arme auf Kosten des Geschäftsmannes und Philanthropen Mykola Tereschtschenko eröffnet wurde.
Die Stadtverwaltung hat dem Krankenhaus 1891 ein Grundstück an der Kadetske-Straße zwischen dem Vorort Schuljawka und den Stadtvierteln zugeteilt. Der Architekt, Wladimir Nikolajew, plante ein Projekt für ein zukünftiges Krankenhaus mit 50 Betten. Für den Bau des Geländes gab Tereschtschenko 100 Tausend Rubel von seinem eigenen Vermögen aus und weitere 15 Tausend Rubel für den Kauf des Grundstückes.
Am 17. Dezember 1891 genehmigte Zar Alexander III. in Gattschina die Satzung des Freien Kiewer Krankenhauses für Arbeiter, benannt nach Nikolai II.
Nach den Ereignissen der Revolutionen in 1917 beherbergte das Krankenhaus neben den Therapiebetten auch eine Tuberkuloseapotheke, eine Geburtsstation mit 30 Betten und eine Beratungsstelle für Mütter und schwangere Frauen. Das Gesundheitswesen von Kiew wurde zu dieser Zeit von der örtlichen Gesundheitsbehörde organisiert, welche auch eine Abteilung zum Schutz von Mutterschaft und Kinder beinhaltete. Die Infrastruktur von Schutz von Mutterschaft und Kindern umfasste Kinderkrankenhäuser, Milchküchen, Kinderheime und Beratungsstellen. Die Einrichtungen schulten auch Medizinstudenten und Pflegekräfte.
Im Oktober 1927 sendete das Gesundheitsamt eine Nachricht an die Verwaltung mit dem Vorschlag, die getrennten Mutterschafts- und Kindereinrichtungen zu vereinen und das Ochmatdyt-Institut zu gründen. Es wurde vorgeschlagen, dass das Institut im Krankenhaus für Arme, wo bereits die Geburtsklinik, die Frauenberatung und das Kindertuberkuloseklinikum ihren Standort hatten, angesiedelt werden sollte. Am 11. November 1927 nahm das Volkskommissariat für Gesundheit der Ukraine die Resolution für die Organisation des Instituts für Schutz der Mutterschaft und Kinder in Kiew an, sodass dieses im März 1929 offiziell eröffnet wurde. Seitdem knüpfte die Entwicklung des Krankenhauses stark an das kindermedizinische Institut und dessen Aktivitäten an.

## Gegenwart
Seit 1998 existiert das Zentrum für Pädiatrische Onkohämatologie und Knochenmarktransplantation innerhalb der Krankenhausstruktur, welche Diagnosen und Behandlungen von bösartigen Tumoren, Blutkrebsen und weiteren Blutkrankheiten sowie Knochenmarktransplantation für kranke Kinder ermöglicht.
Im Jahr 2002 begann das Krankenhaus mit laparoskopischen Operationen und chirurgischen Behandlungen von Skoliose unter Verwendung des Bridge-Systems sowie mit dem Einsatz von Bioimplantaten bei Operationen an Neugeborenen. Das Zentrum hat begonnen, Opfer mit Polytrauma aufzunehmen. In den letzten Jahren ist die Zahl der kranken Kinder mit komplexer chirurgischer Pathologie aus verschiedenen Regionen der Ukraine deutlich gestiegen, von denen einige zum ersten Mal an ihrem Wohnort operiert wurden.
2011 begann der Bau eines neuen Krankenhausgebäudes. Im Dezember 2017 wurde die erste Phase und im Juli 2020 die zweite Phase des neu gebauten und renovierten Komplexes eröffnet.

## Russischer Luftangriff

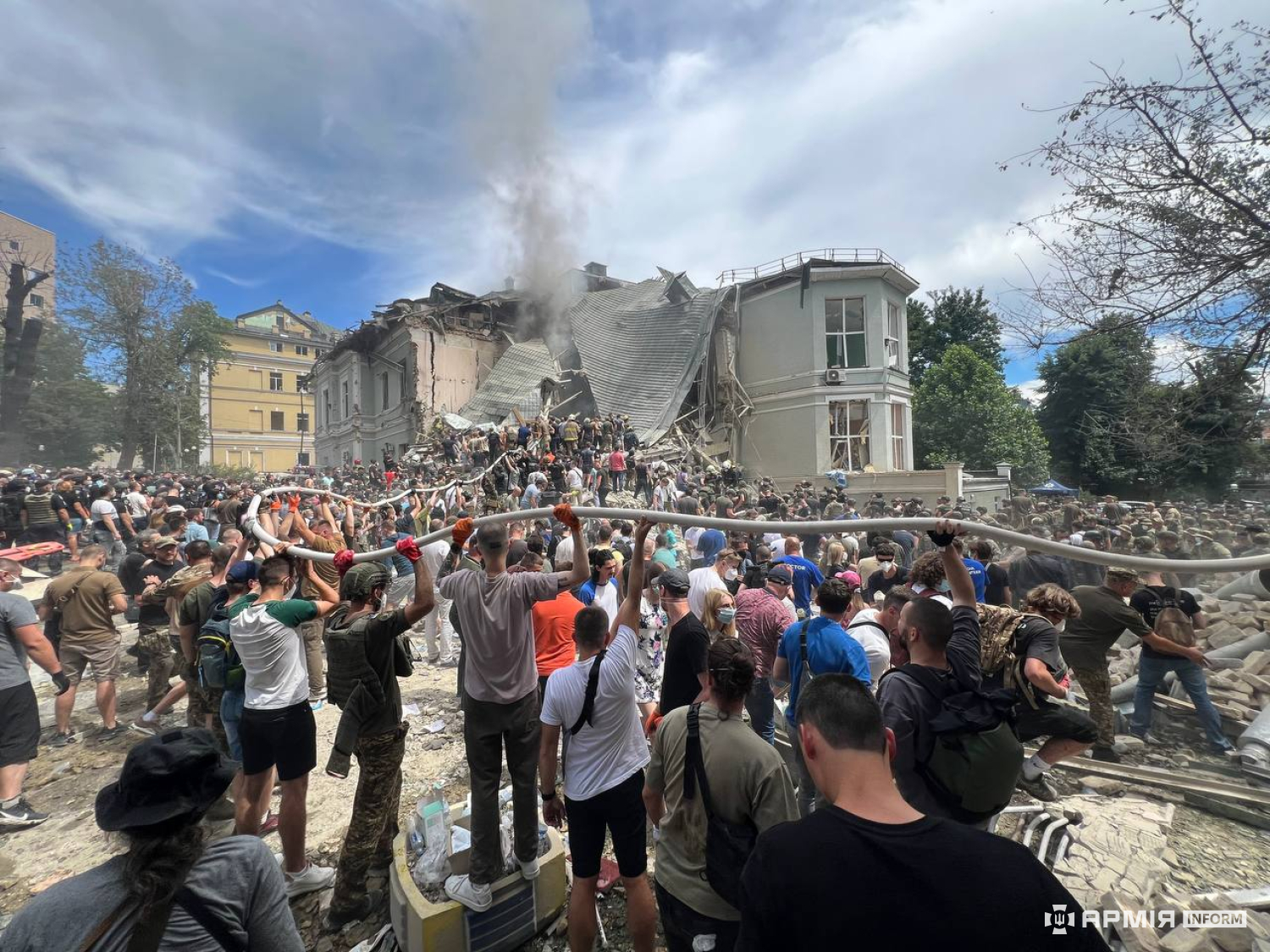
Das Kinderkrankenhaus Ochmatdyt nach dem russischen Raketenangriff vom 8. Juli 2024

Am 8. Juli 2024 wurde das Krankenhaus nach UN-Informationen von einem russischen Ch-101-Tarnkappen-Marschflugkörper getroffen, beschädigt und teilweise zerstört. Dabei wurden zwei Personen getötet sowie 30 weitere Personen teils schwer verletzt, darunter zehn Kinder. Russland benutzt diesen Angriff als Element einer Desinformationsstrategie, bei der vorsätzlich falsche Fakten verbreitet werden, um Verunsicherung über den wahren Ablauf zu erzeugen oder die Öffentlichkeit von der selbstgeschaffenen russischen Realität zu überzeugen.